# Polgár Zsuzsa
Polgár Zsuzsa (Budapest, 1969. április 19. –) az 1980-as évektől a 2000-es évek elejéig tartó aktív pályafutása alatt a világ egyik legerősebb sakkjátékosa, sakkíró, eszperantista. 1996 és 1999 között női sakkvilágbajnok volt. Világbajnoki címet szerzett a klasszikus sakkjáték mellett rapidsakkban és villámsakkban is. Azt a teljesítményét, hogy mindhárom világbajnoki címet (triple crown) megszerezze valaki, idáig egyedül csak Magnus Carlsen tudta 2014 júniusban megismételni.
A sakkban páratlan módon a 4 egyéni világbajnoki címe mellett 4 olimpiai aranyéremmel (ebből 2 csapat), 4 ezüst- (ebből 2 csapat) és 1 bronzéremmel rendelkezik. Az első nő volt, aki versenyen a férfiak között sakknagymesteri címet szerzett. (Gaprindasvili és Csiburdanidze ezt a címet korábban a női világbajnoki címükért kapták meg.) FIDE mesteredző, a Susan Polgar Institute for Chess Excellence (SPICE) alapítója és igazgatója.
Az 1990-es évek közepe óta az USA-ban él Susan Polgar néven. Kiköltözésük után amerikai színekben versenyzett visszavonulásáig, azóta tehetséggondozással és sakkedzéssel foglalkozik. 2007 és 2009 között az Egyesült Államok Sakkszövetsége (USCF) vezető testületének (Executive Board) tagja volt. 2009 óta a Nemzetközi Sakkszövetség (FIDE) Női Bizottságának társelnöke.
1997-ben létrehozott alapítványa a Susan Polgar Foundation a sakkban tehetséges gyerekek felkutatásával, támogatását tűzte ki célul. Edzői tevékenységét a Nemzetközi Sakkszövetség 2013-ban a FIDE Trainer Awards az előző év legjobb női edzőjének járó Simeon Furman-medállal ismerte el.
2019-ben a US Chess Hall of Fame, 2023-ban a World Chess Hall of Fame tagjai sorába választották.

## Családja

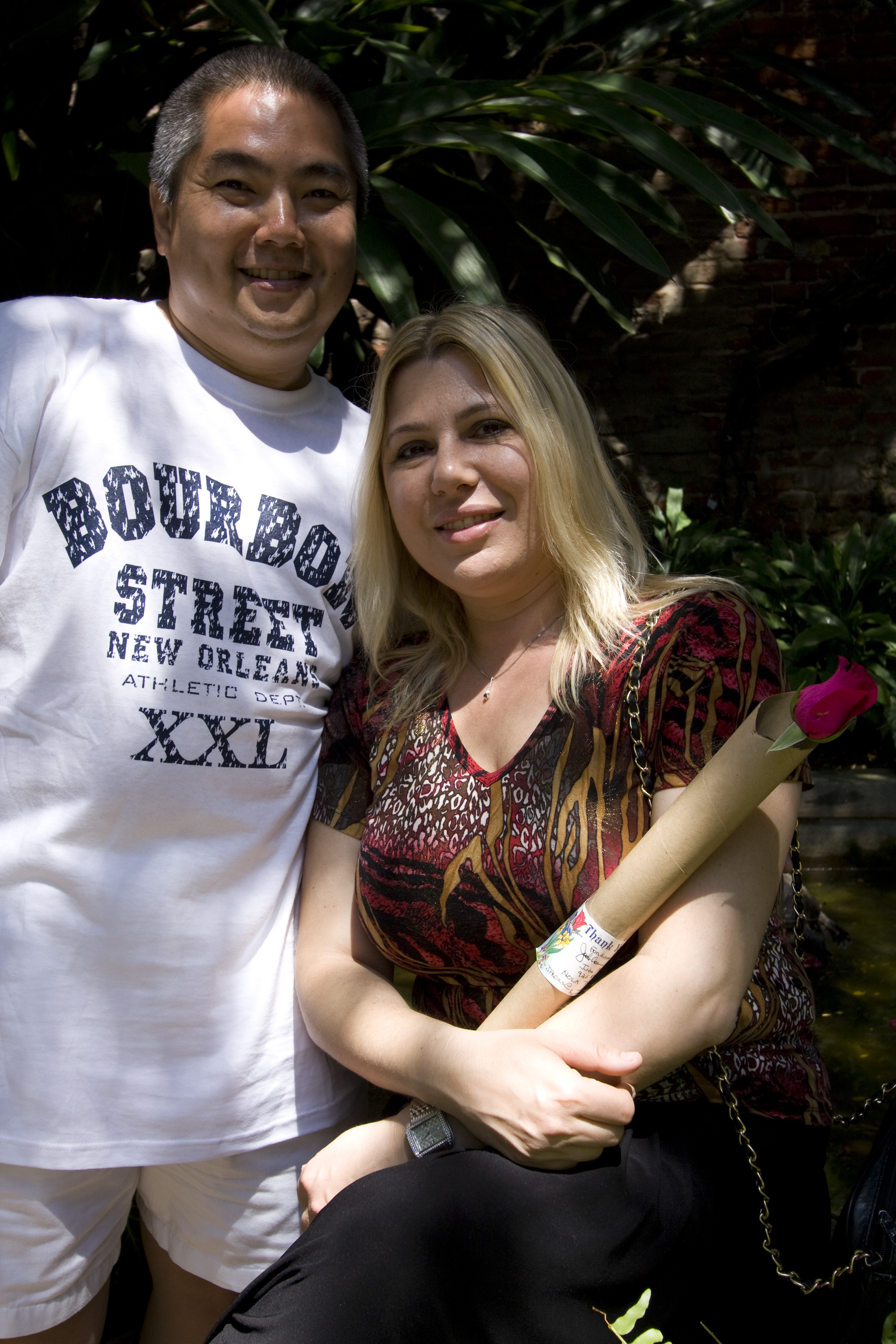
Polgár Zsuzsa és férje Paul Truong (2012)

Budapesti zsidó család gyermeke. Zsuzsa és a két húga, Zsófia és Judit (mind a ketten sakknagymesterek) egy pedagógiai kísérlet résztvevői: az apa, Polgár László bebizonyította, hogy a gyermekek csúcsteljesítményekre képesek, ha korai életkortól (életkoruknak megfelelő módon) képzik őket egy speciális területen. Budapesten nevelkedett, a szülők magántanulóként oktatták őket, de a sakkot nem minden más kizárásával oktatták: mindannyian többdiplomások, és négy-nyolc idegen nyelven beszélnek. Zsuzsa hét nyelven – magyar, angol, német, orosz, spanyol, héber és eszperantó – beszél. A legjobb sakkjátékosok között tarthatjuk őket számon.
A család több tagja kitelepült Magyarországról: Zsófia Izraelbe, Zsuzsa az USA-ba költözött. Judit és a szülei Magyarországon maradtak.
Két gyermeke van, Tom (1999) és Leam (2000). Polgár Zsuzsa jelenlegi férjével, Paul Truonggal St. Louis-ban él és dolgozik. Fia, Tom Polgár Shutzman, 6 évesen megnyerte az USA nemzeti sakkbajnokság gyermek-kupáját.
A National Geographic My brilliant brain című sorozata 2. részének főszereplője.

## Pályafutása
Edzője, akárcsak két húgáé – Zsófié és Judité – édesapja, Polgár László volt.
- 4 éves korában 10 játszmából szerzett 10 ponttal megnyerte az U11 korosztályos Budapest bajnokságot.
- 1982-ben, 12 éves korában megnyerte a fiúk között az U16 korosztályos ifjúsági sakkvilágbajnokságot.
- 1984-ben, 15 évesen lett a női világranglista vezetője, és 23 éven keresztül az első három hely valamelyikén állt.
- 1986-ban törte át először a nemi korlátokat, és az első nő volt, aki kvalifikálta magát a férfiak között a világbajnokjelöltek versenyébe.
- 1991 januárban az első nő volt, aki három alkalommal teljesítette a férfi nagymesteri normát, és átlépte a 2500-as Élő-pontszámot, így elsőként a nők között kapta meg tábla melletti teljesítmény alapján a (férfi) nemzetközi nagymesteri címet. Húga, Judit 1991 decemberben teljesítette ugyanezt.
- 1992 májusban megnyerte a rapid- és a villámsakk világbajnokságot.
- 1996-ban megnyerte a női sakkvilágbajnokság döntőjét, miután párosmérkőzésen 8,5-4,5 arányban legyőzte a világbajnok kínai Hszie Csünt,[9] ezzel megszerezte élete negyedik világbajnoki címét. A címvédő, visszavágó mérkőzésre 1998-ban került volna sor, ez azonban elmaradt, mert a FIDE nem talált megfelelő szponzort, illetve Zsuzsa éppen gyereket várt. 1999-re tűzték ki a mérkőzést kínai helyszínnel. A helyszín nem garantálta volna az egyenlő feltételeket, illetve azért, mert szülése miatt nem tudott kellőképpen felkészülni, Zsuzsa nem állt ki, ezért a FIDE a világbajnoki döntőt Hszie Csün és Allisa Galliamova között rendezte meg, és a mérkőzés győztesét hirdették ki világbajnoknak.

A döntést megtámadták a Lausanne-i sportdöntőbíróságon, amely Polgár Zsuzsának adott igazat, a FIDE-t 25 000 dolláros kártérítésre ítélte. Tekintettel azonban arra, hogy a világbajnoki címet korábban már odaadták Hszie Csünnek, azt nem kapta vissza. Emiatt visszavonult az aktív játéktól, és két fia nevelésével foglalkozott.
- 2003-ban visszatért a sakkéletbe. Megnyerte a minden addiginál erősebb Amerikai Villámsakk-bajnokságot, amelyen 7 férfi nagymester vett részt. 2005-ben és 2006-ban megismételte ezt a győzelmét (2004-ben nem indult). Az Amerikai Sakkszövetség 2003-ban az „Év nagymester sakkozója” címmel tüntette ki. Ő volt az első nő, aki ezt a címet megkapta.
- 2006 júliusban megnyerte a Drezdában rendezett női világkupa versenyt.[10]

Tizenöt éves korában, a FIDE 1984 júliusi Élő-pont ranglistáján lett világelső a női sakkozók közt. Ekkor férfi nemzetközi mesteri címmel rendelkezett, a nemzetközi nagymesteri címet 1991-ben szerezte meg. 2005 óta nem versenyez. A 2005 októberi adatok szerint akkor 2577 Élő-pontja volt és második volt a világranglistán a nők közt húga, Polgár Judit után.

### Kiemelkedő csapateredményei

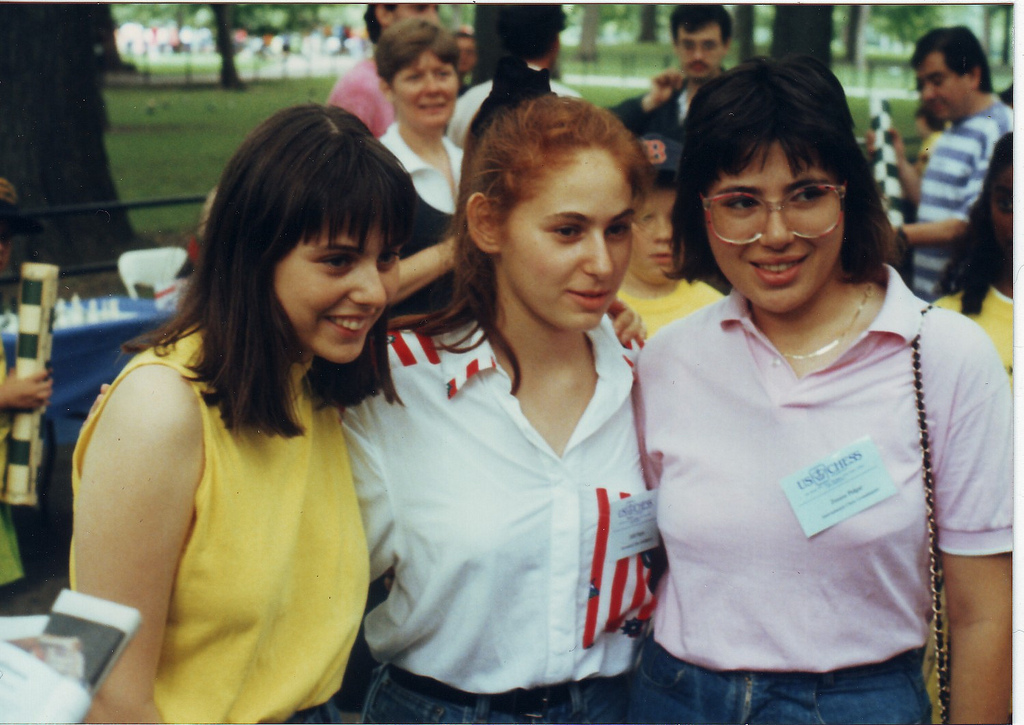
A Polgár lányok 1988-ban

- 1988-ban és 1990-ben, megtörve a szovjet hegemóniát, két alkalommal is aranyérmet szerzett a magyar női válogatott csapattal a sakkolimpián (amely a három Polgár lányból és Mádl Ildikóból állt), míg 1994-ben a 2. helyen végeztek.[11]
- 2004-ben az Amerikai Egyesült Államok csapatával, annak tagjaként ezüstérmet nyert a sakkolimpián. Ez volt az USA első női sakkolimpiai érme. Emellett még két aranyérmet kapott, mint a legmagasabb „performance” értéket teljesítő, valamint a legtöbb pontot szerző játékos. A kollekciót még egy ezüstéremmel egészítette ki, mint az első táblások között százalékosan a 2. legjobb eredményt elérő.[11]

2007 és 2012 között a Texas Tech csapatának vezető edzője, amely csapat 1. helyezést ért el az amerikai Nemzeti csapatbajnokságon.
2012-től a Webster University sakkcsapatának vezető edzője, mely csapat 2013-ban megnyerte az amerikai egyetemi bajnokságot, ezzel elnyerve a President’s Cup-ot.

## Rekordjai[14]

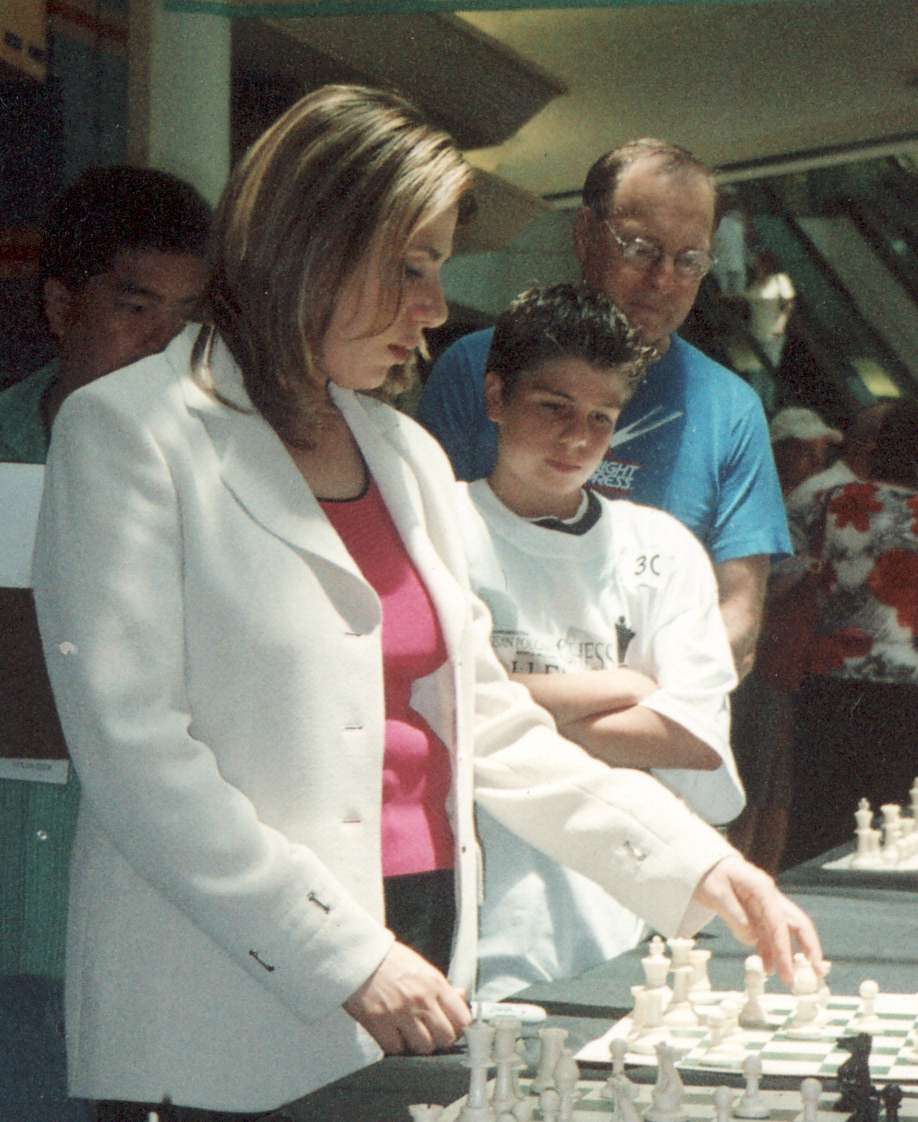
Polgár Zsuzsa a szimultán rekord alkalmával

- 4 női világbajnoki címmel rendelkezik
- 2014 júniusig az egyetlen volt[15] – a férfiakat és a nőket is beszámítva – aki a sakkozás mindhárom ágában (klasszikus, rapid, villám) elnyerte a világbajnoki címet.
- 15 éves korában került a női világranglista élére
- 5 sakkolimpiai aranyéremmel rendelkezik, és összesen 10 érmet szerzett sakkolimpiákon.[11]
- A sakkolimpiákon 56 játszmát játszott vereség nélkül.[11]
- Szimultánban négy rekordot tartott, amelyeket 2005 júliusban Floridában állított fel, és amelyekkel bekerült a Guinness-rekorderek közé:[16][17]
  - A legtöbb játékossal játszott szimultán: 16 és fél óra alatt 326 játékos ellen mérkőzött meg, akik közül 309 ellen nyert, 14 játszma végződött döntetlenül, és csak 3 vereséget szenvedett. Ez 96,93%-os teljesítmény. A korábbi rekord 321 játékos elleni szimultán volt.
  - A szimultánon nyert legtöbb mérkőzés: 309. A korábbi rekord 294 volt.
  - A legnagyobb százalékarányú szimultán győzelem: 96,93%. A korábbi rekord 95,64% volt.
  - A legtöbb egymás után lejátszott játék: 1131, amelyből 1112 győzelmet szerzett, 16 döntetlent ért el, és csak 3 mérkőzést vesztett. Ez 99,03%. A korábbi rekord 1102 játék volt.

## Alapítványai, szervezetei
Alapítványai fiúk és lányok számára biztosítanak versenylehetőségeket amerikán belül, illetve a világ összes országában élő fiatal számára.
- 1997-ben alapította a Polgar Chess Centert Forest Hillsen, New York Queens negyedében, hogy gyerekek számára sakkedzéseket tartson. A Center itt 2009-ben bezárt, amikor áttette székhelyét a Texas állambeli Lubbockban található Texas Tech egyetemre.
- A Susan Polgar nonprofit alapítvány (Susan Polgar Foundation) 2002 óta működik rendszeresen. A sakk támogatására, a gyermekek – elsősorban a lányok – számára megvalósuló oktatási, szociális és kompetitív előnyeinek kiaknázására hozta létre.[18]
- A Susan Polgar Institute for Chess Excellence (SPICE) 2007-ben alakult, amelynek ő az igazgatója.

## Díjai, kitüntetései, elismerései
- Az év magyar sakkozója (5 alkalommal: 1988,1990, 1992, 1995, 1996)
- A Magyar Népköztársaság Csillagrendje (1989)[19]
- Az év magyar csapata: Magyar női sakkválogatott (1990)[20]
- ”Grandmaster of the Year” (2003)
- „Best chess column of the Year” Cramer-díj (2003)
- A sakkújságírók Amerika díjának a „Best magazine column” és a „Best endgame analysis” kategóriákban 3-szoros kitüntetettje
- ”Chess Educator of the Year” díj (2003)
- Az „US Scholastic Chess Ambassador” díj (2006)
- A Texas Tech University tiszteletbeli doktora (2007)
- A Sakk Oscar-díj 3-szoros kitüntetettje
- FIDE Trainer Awards Simeon Furman-medál (az előző év legjobb női edzőjének járó díj) (2013)[3]

## Megjelent könyvei, publikációi
- Zsuzsa Polgar: Schach matt in 2 Zügen 1-2.; Econ Taschenbuch, Düsseldorf, 1986-1987 (Econ Ratgeber Spiele und Unterhaltung)
- Zsuzsa Polgár–Zsófia Polgár–Judit Polgár: Tactics. 77 chess combinations; Idea Tours, Bp., 1991
- Zsuzsa Polgar–Jacob Shutzman: Queen of the Kings Game (1997) ISBN 0-9657059-7-8
- Zsuzsa Polgar–Paul Truong: Teach Yourself Chess in 24 Hours (2003) ISBN 0-02-864408-5
- Susan Polgar–Paul Truong: A world champion's guide to chess. Step-by-step instructions for winning chess the Polgar way; Random House Puzzles & Games, New York, 2005 ISBN 0-8129-3653-1
- Zsuzsa Polgar–Paul Truong: Breaking Through (2005) ISBN 1-8574-4381-0
- Zsuzsa Polgar–Paul Truong: Chess Tactics for Champions (2006) ISBN 0-8129-3671-X

Rendszeresen publikál a Chess Life, a Chess Life for Kids, a ChessCafe, a Chess Horizons, a Georgia Chess, a Chessville, az Empire Chess, a School Mates és az Europe Echecs című sakkújságokban.

## Róla szóló könyvek
- Farkasházi Tivadar: 32 figura, Adwise Media, 2007. ISBN 978-963-06-2793-1
- Kepes András: Matt a férfiaknak, Alexandra kiadó, 2008. ISBN 9789633687420